# 安达充
安达充（日语：／ Adachi Mitsuru，1951年2月9日—），日本男性漫画家。生于群马县伊势崎市。1970年以《消失的爆炸声》出道，當時的畫風完全趨近於劇畫風格，與現今的筆觸可說大相逕庭。出道前曾做漫画家石井勇巳的助手，出道后进入少女漫画界发展，清新柔美的創作風格在这一阶段渐渐形成。1978年转回少年漫画界，首次连载独立创作的作品《最後的冠軍》，以这部以高中棒球为题材的作品为转机，将少女漫画的气氛带入少年漫画。1982年发表《美雪、美雪》、《棒球英豪》获第28屆小学馆漫画赏，确立受欢迎漫画家的地位。1990年代，单行本总发行量突破1亿册。2008年5月作为小学馆连载作家，发行量突破2亿册，《四葉遊戲》獲第54屆小学馆漫画赏。
安达充画风简洁明快，擅长描写棒球、游泳、拳击的高中生恋爱喜剧漫画，其中涉及棒球的又占多数。他笔下有挥洒热血青春的运动场、有纯真微妙的爱情，也有真挚温暖的友情，因此被称为“温柔时代的第一棒”。
有批评意见指安达笔下的人物面容相似，事实上他本人也在作品中自嘲过这一点。安达本人的形象经常以被追稿的漫画家身份在作品中露面。

## 大事年表
- 1970年12月：处女作《消失的爆炸声》发表。
- 1983年3月：《美雪、美雪》與《棒球英豪》获第28届小学馆漫画赏。
- 1984年12月：第一本单行本出版。
- 1982年：《阳光普照》首次电视剧化。
- 1983年：《美雪、美雪》首次动画化。
- 1985年：结婚（35岁）。
- 1985年3月：TV动画《棒球英豪》开始播映，创造40%高收视率记录。
- 1990年：漫画单行本总发行量超过1亿册。
- 2005年1月：《H2》改编成电视剧。
- 2006年8月26日：《ROUGH物語》改编的真人电影版在全日本公映。
- 2007年：为中国棒球联赛（CBL）设计漫画形象。
- 2009年4月：TV动画《四葉遊戲》开始播映
- 2019年4月：TV动画《MIX》开始播映

## 作品列表
| 原名                         | 譯名                  | 冊數   | 類型      | 連載雜誌           | 連載期間                        |
| ---------------------------- | --------------------- | ------ | --------- | ------------------ | ------------------------------- |
| ナイン（Nine）               | 最後的冠軍 青春野球部 | 全5冊  | 棒球      | 少年SUNDAY增刊     | 1978年8月號～1980年11月號       |
| 陽あたり良好!                | 陽光普照              | 全5冊  |           | 少女Comic          | 1980年2號～1981年15號           |
| みゆき                       | 美雪、美雪            | 全12冊 |           | 少年ビッグコミック | 1980年17號～1984年18號          |
| タッチ（Touch）              | 棒球英豪              | 全26冊 | 棒球      | 少年Sunday周刊     | 1981年36號～1986年50號          |
| スローステップ （Slow Step） | 含羞草 投手丘上的愛戀 | 全7冊  | 女子壘球  | Ciao月刊           | 1986年9月號～1991年3月號        |
| ラフ（ROUGH）                | 我愛芳鄰 ROUGH物語    | 全12冊 | 游泳      | 少年Sunday周刊     | 1987年17號～1989年40號          |
| 虹色とうがらし               | 虹色辣椒 彩虹辣椒     | 全11冊 | 時代劇    | 少年Sunday周刊     | 1990年4/5合併號～1992年19號     |
| じんべえ                     | 陣平 親子戀人         | 全1冊  |           | Big Comic Original | 1992年～1997年                  |
| H2                           | H2－好逑雙物語        | 全34冊 | 棒球      | 少年Sunday周刊     | 1992年23號～1999年50號          |
| 冒険少年                     | 冒險少年              | 全1冊  |           | Big Comic Original | 1998年10月20號～2005年4月20號   |
| いつも美空                   | 美眉美空 超能力美空   | 全5冊  | 超能力    | 少年Sunday周刊     | 2000年22/23合併號～2001年24號   |
| KATSU!                       | KATSU！青春交叉點     | 全16冊 | 拳擊      | 少年Sunday周刊     | 2001年36/37號合併號～2005年12號 |
| Short Programs               | 青春方程式            | 3-     | 短篇集    |                    | 1987年～                        |
| アイドルA（idolA）           | 偶像A                 |        | 棒球      | 週刊Young Sunday   | 2005年～不定期連載中            |
| クロスゲーム （Cross Game）  | 四葉遊戲              | 全17冊 | 棒球      | 少年Sunday週刊     | 2005年22/23合併號～2010年12號   |
| QあんどA                     | Q&A                   | 全6冊  | 靈異 跑步 | 月刊少年Sunday     | 2009年創刊号～2012年4月号       |
| MIX                          | MIX                   |        | 棒球      | 月刊少年Sunday     | 2012年5月號～連載中             |

## 作品趣聞
作者常常安排人物因意外而重傷、過世。
例子：
- 鄰家女孩（此為大然文化時期譯名；2023年青文出版社最新譯名為：TOUCH鄰家美眉）：上杉和也在球隊要打進甲子園的決定戰役的比賽當日，為了救一個小孩而不幸車禍身亡，使得雙胞胎哥哥上杉達也為完成弟弟未竟之志而參加棒球隊，打進甲子園。
- 我愛芳隣：仲西弘樹曾幫亞美拿東西發生嚴重車禍而暫停游泳生涯。
- H2－好逑雙物語（此為大然文化時期譯名；2023年青文出版社最新譯名為：H2和你在一起的日子）：一開始主角國見比呂與配角野田敦剛要上高中時分別被庸醫誤診手臂是玻璃手臂、腰部有問題(卻可以練蝶式)，將無法繼續棒球而選擇沒有棒球隊的高中。另外，佐川周二的哥哥為幫橘英雄撿落到河裡的帽子而落水淹死，雨宮雅玲的母親也莫名其妙的去世。
- 四葉遊戲：女主角之一的月島若葉在第一集中，參加小學的夏令營為救落水的同學而身亡。使得青梅竹馬的樹多村光為完成若葉對他的期望而成為向甲子園挑戰的強投。另一男主角東雄平小時候調皮，在家中的樓梯打鬧上跌倒，哥哥東純平為救助弟弟的時候從樓梯上摔下去，韌帶斷裂，使得其棒球夢碎，而弟弟因此而成為朝甲子園挑戰的強打。
- Q&A：主角的哥哥庵堂久，在11歳時因事故去世，6年後以幽靈身分登場。
- MIX：主角們的父親立花英介曾經是明青學園棒球部的一員，在觀看兒子們高二的夏季甲子園地方大賽由明青對勢南比賽時，因心肌梗塞昏倒在球場的洗手間，之後送醫不治而去世。

## 相關人物
- 師父
  - 石井勇巳
- 助手
  - 田邊伊衛郎
  - 島本和彦
  - 久米田康治
- 朋友
  - 青山剛昌
  - 高橋留美子

## 外部連結
- （日語）
- （日語）
- （日語）
- （日語）
- （日語）
- （日語）http://talent.yahoo.co.jp/pf/detail/pp205076 （页面存档备份，存于）